# Republiek Acre
De Republiek Acre (Portugees: República do Acre), officieel de Onafhankelijke Staat van Acre (Portugees:  Estado Independente do Acre), was een reeks van separatistische regeringen die bestond tussen 1899 en 1903. Uiteindelijk werd de regio geannexeerd door Brazilië en werd het de Braziliaanse staat Acre.